# Robel Zemichael Teklemariam
Robel Zemichael Teklemariam, né le 16 septembre 1974 à Addis-Abeba est un fondeur éthiopien qui participe aux compétitions internationales depuis 2005.

## Biographie
Robel Zemichael a participé aux Jeux olympiques à deux reprises : à Turin en 2006, où il se classe 83e de l'épreuve du 15 kilomètres, puis à Vancouver en 2010 où il se classe 93e sur la même distance. Il s'entraîne en Éthiopie, malgré l'absence de neige, en utilisant des skis à roulettes.